# Maria Salguero Bañuelos
Pour les articles homonymes, voir Salguero et Bañuelos.
Maria Salguero Bañuelos, née le 7 septembre 1978 à Mexico, est une géophysicienne mexicaine, militante féministe, reconnue pour avoir créé une carte interactive des féminicides au Mexique.

## Biographie
Maria Salguero est diplômée en géophysique de l'Institut polytechnique national de Mexico. 
Elle raconte qu'elle s'intéresse aux féminicides depuis l'âge de sept ans, quand elle lisait ces récits dans les faits divers des journaux et c'est vers 2010 qu'elle réalise l'ampleur du phénomène en voyant l'augmentation des cas, dont elle veut faire prendre conscience aux autorités.
En octobre 2020, elle déménage à Hermosillo, capitale de l'État du Sonora, où elle travaille pour la procureure générale au sein de l'Unité d'analyse et de contexte des cas de violences à haut risque,. 
Elle envisage de faire un master en science des données et de faire de sa carte interactive son projet d'études.

## Carte des féminicides

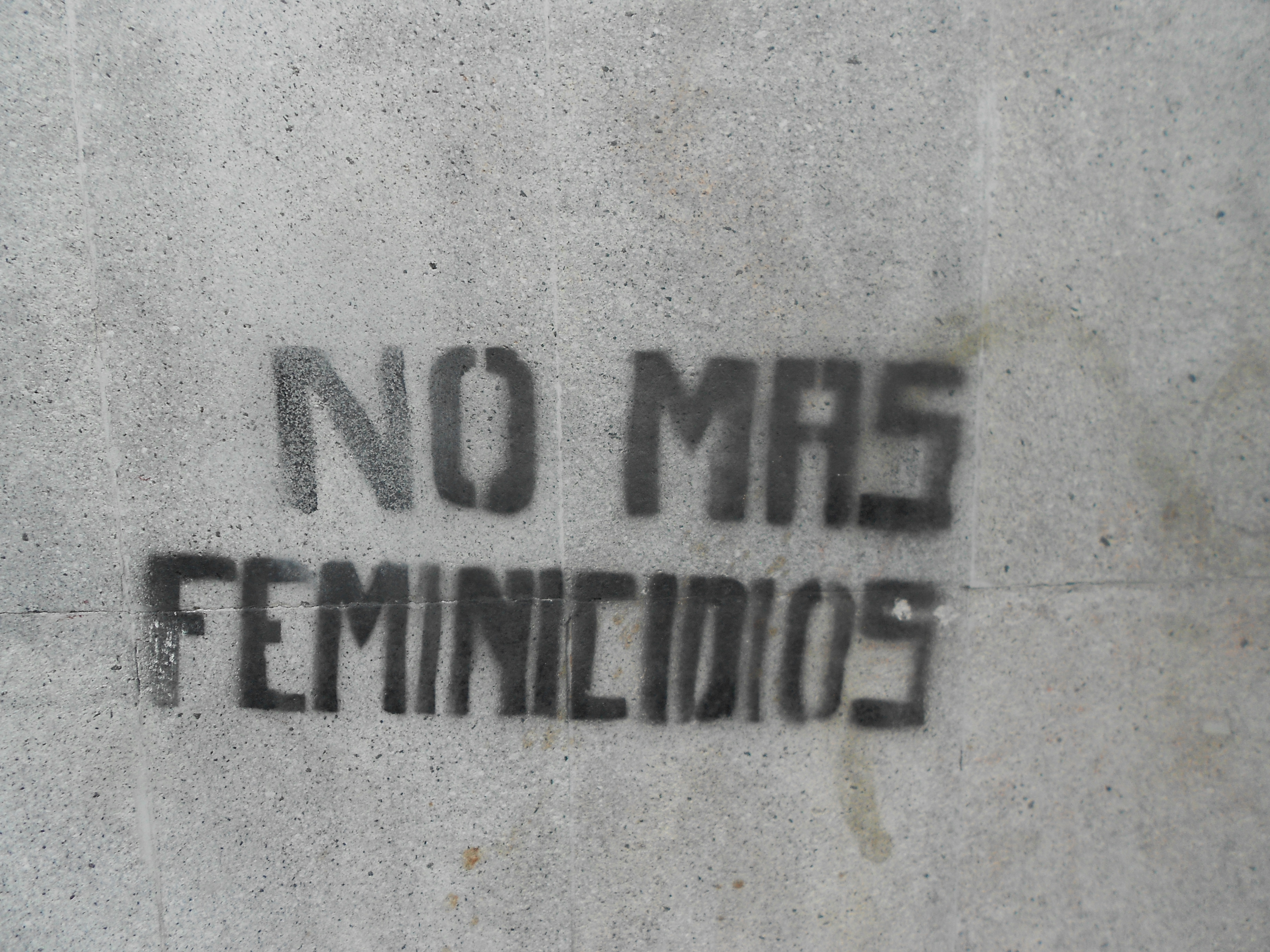
Graffiti contre le féminicide au Mexique.

En créant des cartes interactives sur les disparus, elle se rend compte du nombre important de données sur les féminicides et décide, en 2016, de les exploiter pour créer une carte interactive pour les recenser et les géolocaliser. Elle réalise ainsi que le nombre de féminicides au Mexique est bien plus important que ce qu'avancent les chiffres officiels des autorités, qui ne tiennent notamment pas compte des meurtres de femmes liés au crime organisé et elle décompte 9,39 féminicides par jour au Mexique[réf. souhaitée]. Elle constate également que certains états touristiques ne reportent pas tous les cas de féminicides[réf. souhaitée].
Si certaines affaires sont très médiatisées, comme celle des meurtres de femmes de Ciudad Juárez, le travail de Maria Salguero permet de mettre en évidence le fait que ces féminicides concernent tous les états mexicains.
Maria Salguero met sa carte interactive à disposition sur Google Maps gratuitement. Celle-ci est utilisée par les journalistes, les chercheurs et même les autorités,. 
Elle compile les données concernant les victimes: âge, mobile, mode opératoire, lien de parenté avec le meurtrier, circonstances de la découverte du corps, etc. en utilisant les informations du ministère de l'Intérieur et des bureaux des procureurs des différents états, ainsi que la presse à scandale qui, au Mexique, traite beaucoup de ces féminicides,. Elle utilise également le système d'alerte de Google pour être avertie des entrées concernant les mots-clés « Mujer asesinada » (femme assassinée), « mujer apuñalada » (femme poignardée), « feminicidio » (féminicide), « restos de mujer » (les restes d'une femme), « cadáver de mujer » (cadavre de femme), « niña asesinada » (fille assassinée), « mujer descuartizada » (femme démembrée).  Elle relève notamment que la plupart des victimes ont entre 18 et 30 ans.

Maria Salguero distingue deux types de violence : « La violence familiale - le père, le frère, le mari - et la violence communautaire issue de l'environnement plus global: le quartier, le métier, le moyen de transport... ». 
La violence communautaire est, selon elle, liée également à la culture catholique des pays sud-américains: « Une enfance influencée par l'Église est forcément marquée par le patriarcat. La Bible, c'est ce qu'il y a de plus machiste et de plus misogyne », ainsi qu'à la guerre entre les cartels de la drogue et au crime organisé, qui pratique la traite des femmes et les féminicides punitifs,, par lesquels des femmes sont assassinées pour exercer des représailles contre les hommes de leur famille ou pour leur faire peur[réf. souhaitée]. Elle relève ainsi qu'à Tijuana, 90% des féminicides sont liés aux cartels.
Elle dénonce l'impunité des auteurs et le peu de moyens déployés par les autorités pour enrayer les féminicides et plaide pour qu'une plus grande attention soit accordée à la parole des femmes qui dénoncent les violences dont elles sont victimes. Selon ses données, 82% des auteurs de féminicides sont en liberté.

## Reconnaissance
Maria Salguero ne reçoit aucune contrepartie financière pour le travail qu'elle effectue,.
Elle reçoit la reconnaissance d'ONU Femmes et le magazine Forbes la nomme parmi les cent femmes les plus influentes du Mexique en 2019, puis en 2020.